# مانیتور استودیو

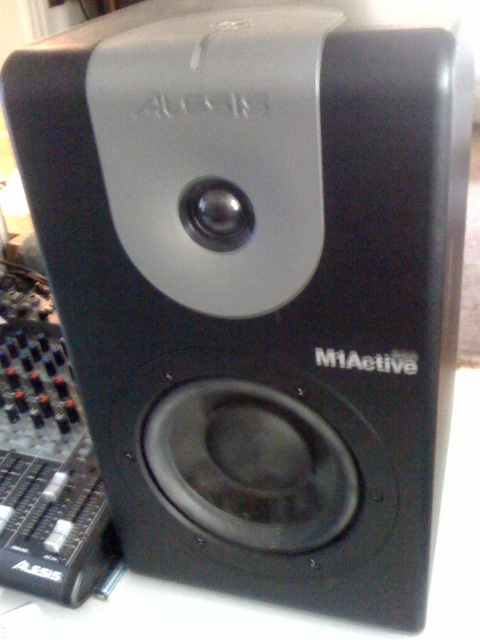

مانیتور استودیو نوعی از بلندگوها است که برای تولید برنامه‌های کاربردی مخصوص استودیو ضبط کاربرد دارد. فرق این بلندگوها با بلندگوهای معمولی در این است که صدای خارج‌شونده از این دستگاه‌ها فاقد هرگونه تغییر و بیس بوده و صرفاً هرآنچه که در آن وارد می‌شود را خارج می‌کند. در اغلب موارد برای تفکیک بهتر صداهای ورودی این قطعه نیازمند تقویت‌کننده الکترونیکی است.